# Jimmi Simpson
James Raymond Simpson (Hackettstown, Nueva Jersey, 21 de noviembre de 1975), más conocido como Jimmi Simpson, es un actor estadounidense. Ha tenido papeles en 24, It's Always Sunny in Philadelphia, My Name Is Earl, The Late Show with David Letterman, House of Cards y Westworld. Sus créditos en el cine incluyen Stay Alive, Seraphim Falls y Zodiac.

## Vida privada
Nació en Nueva Jersey. Se graduó en la Universidad Bloomsburg de Pensilvania y luego pasó cuatro temporadas en el Williamstown Theatre Festival. Es el tercero de tres hermanos. Se casó y vivió en Los Ángeles con la actriz Melanie Lynskey. En septiembre de 2012 anunció que iba a divorciarse, y en 2014, se divorció oficialmente de ella.

## Carrera
Debutó en el año 2000, interpretando a Noah en Loser de Amy Heckerling y continuó trabajando tanto en teatro y televisión como en cine, donde en el 2004 estuvo en la película de espías D.E.B.S.. En 2008, protagonizó la obra de Broadway The Farnsworth Invention de Aaron Sorkin, en la que interpretó a Philo Farnsworth (el inventor de la televisión) y ganó un Theatre World Award por su actuación. Otros de sus trabajos como actor de teatro son Tartufo, The Rainmaker (Broadway), Camino Real, The Winter's Tale y El sueño de una noche de verano.
Simpson ha trabajado como artista invitado en capítulos de series como Cold Case, NYPD Blue, How I Met Your Mother y House, y ha tenido papeles recurrentes en 24, Carnivàle, CSI, My Name is Earl, Psych y It's Always Sunny in Philadelphia, en esta última, interpretando a Liam McPoyle. Además, ha interpretado a Lyle the Intern en quince episodios de The Late Show with David Letterman, entre 2008 y 2009. Formó parte del reparto principal de la serie Breakout Kings, emitida entre 2011 y 2012, interpretando a Lloyd Lowery, un prisionero, ex niño prodigio, aficionado a las apuestas.
Más recientemente ha trabajado en las películas The Invention of Lying, dirigida por Ricky Gervais, The Mother of Invention, Date Night y Abraham Lincoln: Vampire Hunter.

## Filmografía

### Películas
| Año  | Título                                    | Papel                       | Notas                                                    |
| ---- | ----------------------------------------- | --------------------------- | -------------------------------------------------------- |
| 2000 | Un perdedor con suerte                    | Noah                        |                                                          |
| 2002 | Rose Red (Stephen King)                   | Kevin Bollinger             |                                                          |
| 2004 | D.E.B.S.                                  | Scud                        |                                                          |
| 2005 | Herbie: Fully Loaded                      | Crash                       |                                                          |
| 2006 | Stay Alive                                | Phineus                     |                                                          |
| 2007 | Seraphim Falls                            | Big Brother                 |                                                          |
| 2007 | Itty Bitty Titty Committee                | Chris                       |                                                          |
| 2007 | Zodiac                                    | Mike Mageau                 |                                                          |
| 2007 | Final Draft                               | Chad                        |                                                          |
| 2008 | A Quiet Little Marriage                   | Jackson                     |                                                          |
| 2009 | The Mother of Invention                   | Martin Wooderson            |                                                          |
| 2009 | The Invention of Lying                    | Bob                         |                                                          |
| 2009 | Taking Chances                            | Charlie Cabonara            |                                                          |
| 2010 | Good Intentions                           | Kyle                        |                                                          |
| 2010 | Date Night                                | Armstrong                   |                                                          |
| 2011 | The Big Bang                              | Niels Geck                  |                                                          |
| 2012 | Abraham Lincoln: cazador de vampiros      | Joshua Speed                |                                                          |
| 2012 | Hello I Must Be Going                     | Phil                        |                                                          |
| 2013 | The Truth About Emanuel                   | Arthur                      | Best Acting Ensemble – Ashland Independent Film Festival |
| 2013 | White House Down (Asalto al poder)        | Skip Tyler                  |                                                          |
| 2013 | Knights of Badassdom                      | Ronnie Kwok                 |                                                          |
| 2014 | Gravy                                     | Stef                        |                                                          |
| 2014 | The Last Time You Had Fun                 | Jake                        |                                                          |
| 2018 | Under the Silver Lake                     | Allen                       |                                                          |
| 2020 | Unhinged                                  | Andy                        |                                                          |
| 2022 | Green Lantern: Beware My Power            | Oliver Queen / Flecha Verde | Película directo a video (voz)                           |
| 2023 | Fool's Paradise                           | Presentador de Show         |                                                          |
| 2023 | The Starling Girl                         | Paul Starling               |                                                          |
| 2024 | Justice League: Crisis on Infinite Earths | Oliver Queen / Flecha Verde | Película directo a video (voz)                           |

### Televisión
| Año       | Título                            | Papel                   | Notas                                      |
| --------- | --------------------------------- | ----------------------- | ------------------------------------------ |
| 2002      | Rose Red                          | Kevin Bollinger         | 3 episodios                                |
| 2002      | The Division                      | Sean Townsend           | Episodio: "Forgive Me, Father"             |
| 2002      | 24                                | Chris                   | 3 episodios                                |
| 2003      | NYPD Blue                         | Mike                    | Episodio: "Bottoms Up"                     |
| 2003      | Cold Case                         | Ryan Bayes              | Episodio: "Churchgoing People"             |
| 2005      | Carnivàle                         | Lee                     | 2 episodios                                |
| 2005–2013 | It's Always Sunny in Philadelphia | Liam McPoyle            | 7 episodios                                |
| 2006      | My Name is Earl                   | David Hayes             | 2 episodios                                |
| 2008      | Eleventh Hour                     | Will Sanders            | Episodio: "Resurrection"                   |
| 2008      | CSI: Crime Scene Investigation    | Thomas Donover          | 2 episodios                                |
| 2008–2009 | Late Show with David Letterman    | Lyle                    | 15 episodios                               |
| 2009      | House                             | Father Daniel Bresson   | Episodio: "Unfaithful"                     |
| 2009      | Virtuality                        | Hombre virtual          | Episodio piloto                            |
| 2009–2013 | Psych                             | Mary Lightly            | 4 episodios                                |
| 2010      | Party Down                        | Jackal Onassis / Dennis | Episodio: "Jackal Onassis Backstage Party" |
| 2011      | How I Met Your Mother             | Pete Durkenson          | Episodio: "The Naked Truth"                |
| 2011–2012 | Breakout Kings                    | Lloyd Lowery            | 23 episodios                               |
| 2013      | Unsupervised                      | Matthew / Dean Jacobs   | Voz Episodio: "The Great Traveler's Road"  |
| 2013      | Person of Interest                | Logan Pierce            | Episodio: "One percent" (Temporada 2)      |
| 2014      | House of Cards                    | Gavin Orsay             | 8 episodios                                |
| 2016      | Westworld                         | William                 | 8 episodios                                |
| 2017      | Black Mirror                      | Walter                  | Episodio: "USS Callister" (Temporada 4)    |
| 2022      | Pachinko                          | Tom Andrews             | 8 episodios                                |
| 2024      | Dark Matter                       | Ryan                    |                                            |

### Web
| Año  | Título     | Rol       | Notas      |
| ---- | ---------- | --------- | ---------- |
| 2007 | Girltrash! | Valentine | 1 episodio |